# Virola parvifolia
Virola parvifolia là một loài thực vật thuộc họ Myristicaceae. Đây là loài đặc hữu của Brasil, Colombia và Venezuela.
Đây là một cây gỗ cao khoảng 4–14 m với lá đơn hình elíp dài 5–11 cm và rộng 3–5 cm. Mật độ gỗ là 0,42 g/cm³.